# Kundalini yoga

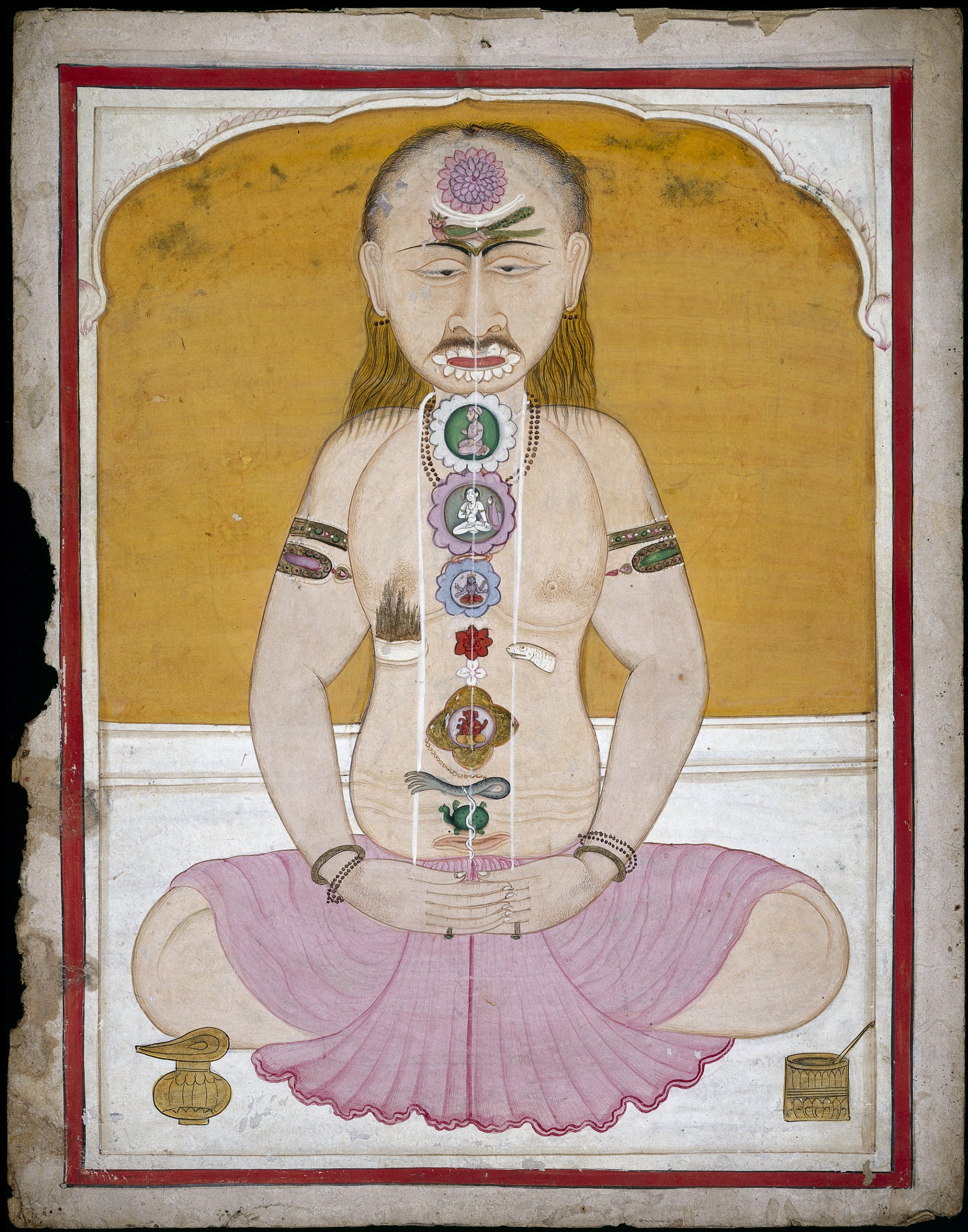
Ilustración tántrica hindú de los canales sutiles del cuerpo que son atravesados por Kundalini.

El kundalini yoga (de Kuṇḍalinī más yoga) es una disciplina física, mental y espiritual basada en distintos senderos yóguicos como
raya yoga,
shakti yoga,
kriya yoga y
nada yoga (desarrollo de los nāḍī , o ‘ríos’ de energía dentro del cuerpo) —que están basados en los pilares del texto sánscrito Yoga sutra (de Patanyali, siglo III a. C.)— con agregados de bhakti (devoción a Dios) y tantra.
El Kundalini yoga es muy parecido al laya yoga (yoga que se enfoca en la fusión de la consciencia individual con la consciencia universal), en el aspecto de que ambos se basan en el desarrollo  y control de la energía (al parecer básicamente prāṇa), que según los hinduistas reside en el ser humano y debe unirse a la consciencia universal (que en el caso del kundalini yoga sería Shivá en el chakra coronario (sahasrara), situado en la parte superior de la cabeza), diferenciándose el Kundalini, por enfocar su concentración en todos los chakras a diferencia del laya yoga que suele en su práctica el tener que enfocarse directamente en el Chakra superior Ajna que está ubicado en el entrecejo del individuo. 
La difusión a nivel mundial de esta disciplina en el siglo XX se debió principalmente gracias al trabajo del maestro Yogui Bhajan. Sin embargo su uso en occidente por parte de la corriente de la nueva era ha tergiversado su verdadera esencia, pasando a ser solo otra forma de esoterismo, a diferencia de lo que sucede en la India.

## Fundamento
De acuerdo a la doctrina Kundalini yoga, la serpiente Kundalini nace en la boca del nadi (‘río’) Sushumna y reside en el chakra fundamental (muladhara o soporte de la raíz) situado en la base de la columna vertebral.
La finalidad del kundalini yoga es excitar o despertar la circulación del prana (representada en la dormida Kundalini), y elevarla de manera gradual hacia el sahasrara chakra a través del nadi Sushumna, despertando el gran potencial creativo latente en cada persona desde la conciencia (representada en Shivá) para alcanzar la felicidad auténtica; siendo su auténtica práctica una herramienta para alcanzar la iluminación. 
Los yoguis utilizan para tal propósito técnicas determinadas, mantras, kriyas, asanas, pranayamas, meditación (dhyāna) en los chakras, mudras y una firme fuerza de voluntad.

### La Kundalini
En el marco del hinduismo, la kundalini (en sánscrito: कुण्डलिनी, AITS: kuṇḍalinī, en castellano: 'la enroscada') es la energía vital  (denominada prana), cuyo flujo se visualiza 
y/o se representa como una serpiente enroscada en espiral y dormida en el muladhara chakra.  Cuando la kundalini se despierta, la consciencia del mundo emerge.
La kundalini es la energía primordial o shakti que llega a desarrollarse en plenitud al reunirse con la conciencia (Shivá), y el atma (alma) con el Brahman. 
Varias doctrinas utilizan este concepto de la kundalini:
- el yoga, ( principalmente la práctica del Kundalini yoga)
- el tantra,
- el budismo,
- el taoísmo,
- el sijismo y
- el gnosticismo.[cita requerida]

### Los nadis
Las nadis (en sánscrito नाडी / nāḍī), según la medicina ayurveda y el yoga, son canales del cuerpo sutil a través de los cuales fluye el prana o, mejor pronunciado, prāṇa (‘aire inspirado’).
La teoría tradicional del yoga señala que la palabra नाडी / nāḍī proviene del idioma sánscrito con el significado de tubo, canal o vena. Tales "canales" o "venas sutiles" serían las vías a través de los cuales discurre el prāṇa entendido como soplo o energía vital para tonificar a todo el cuerpo o rupa.
Según la Chandoguia-upanishad (texto en sánscrito de mediados del I milenio a. C.), el aire inspirado ―no se habla allí de «fluido magnético»― circula por tres nadís (‘tubos’ en idioma sánscrito):
- sushumná (arteria o vena central).
- idá (arteria o vena izquierda).
- pingalá (arteria o vena derecha).

Otras acepciones:
- nāḍi (femenino) cualquier tipo de cañería o tubería, manguera, cánula. En el Bhágavata-purana (hacia el siglo XI d. C.) aparece ya como el femenino más correcto nāḍī.
- nāḍiṃ-dhama: inflamación de las venas, que causa un pulso más rápido.
  - aterrorizante
- nāḍiṃ-dhaya: beber o chupar a través de una caña.
- nāḍikā: una caña o tallo hueco.
- nāḍa o nāla (neutro): un tallo hueco

## Algunas prácticas de kundalini yoga
- Limpieza y purificación de los nadis.
- Meditación sobre los chakras.
- Asana, pranayama y kriyas.
- Mudras y bandhas.
- Servicio desinteresado.
- Recitación de mantras.

## Paralelismos con otras tradiciones
Igualmente en la práctica del Yoga Kundalini podemos encontrar similitudes o equivalencias con las prácticas del manejo del prana en el yoga del Tummo (o yoga del calor interior, uno de los seis yogas de Naropa) del yoga budista, y/o con la práctica de la "alquimia" interna en la meditación taoísta para el manejo del Qí; que es utilizado como método de generación del Jingan (o píldora dorada) con el objetivo de lograr la iluminación o inmortalidad en el Taoísmo. Estás equivalencias se presentan al compartir estás prácticas algunas similitudes en la idea de la existencia de una energía subyacente en el cuerpo, la cual puede ser controlada y manipulada para poder ser concentrada en un punto del cuerpo del practicante.